# 마커스 헐리
마커스 래티머 헐리(Marcus Latimer Hurley, 1883년 12월 22일~1941년 3월 28일)은 미국의 사이클 선수이다. 미국 세인트루이스에서 열린 1904년 하계 올림픽 사이클에 출전하여 금메달 4개와 동메달 1개를 획득했다.
1908년 컬럼비아 대학교의 농구팀 주장으로 활약했다. 헐리는 제1차 세계대전에서 복무했고 훈장을 받았다.